# Centrosaurins
Els centrosaurins (Centrosaurinae) són una sufamília de dinosaures ceratòpsids anomenada pel paleonòleg Lawrence Lambe, l'any 1915, amb el centrosaure com a gènere tipus.

## Filogènia
```
Ceratopsidae

|--
Ceratopsinae

`--
Centrosaurinae

|--
Albertaceratops
 
`--+--+--
Centrosaurus

| `--
Styracosaurus

`--
Pachyrhinosaurini

|--
Einiosaurus

`--+--
Achelousaurus

`--
Pachyrhinosaurus
```